# Cancer endometrial
 Cancerul endometrial reprezintă un tip de cancer ce apare la nivelul endometrului, (mucoasei uterului sau a uterului). Acesta este rezultatul unei creșteri anormale a unor celule care au capacitatea de a invada sau de a se răspândi în alte zone ale corpului.

## Simptome
Adeseori, primul simptom este acela al sângerării vaginale care nu este asociat cu ciclul menstrual. Alte simptome includ durere la urinare, durere în timpul contactului sexual sau durere pelvină. Cancerul endometrial apare, de obicei, după menopauză.

## Cauze și diagnoză
Aproximativ 40% dintre cazuri au legătură cu obezitatea. Cancerul endometrial mai este asociat și cu expunerea excesivă la estrogen, tensiune arterială ridicată și diabet. În timp ce urmarea unui tratament doar cu estrogen mărește riscul de a dezvolta cancerul endometrial, combinația de estrogen și progesteron, așa cum este întâlnită în majoritatea pilulelor contraceptive, scade acest risc. Între 2 și 5 procente din cazuri au legătură cu genele moștenite de la părinți. Cancerul endometrial este uneori menționat drept "cancer uterin", deși acesta este diferit de alte forme de cancer uterin, cum ar fi cancerul cervical, sarcomul uterin și boala trofoblastică. Cea mai frecventă tipologie de cancer endometrial este cea a carcinomul endometrioid, ce reprezintă peste 80% din cazuri. Cancerul endometrial este diagnosticat în general prin biopsie endometrială sau prin prelevarea de probe în timpul unei proceduri cunoscute sub numele dedilatație și chiuretaj. În general, un test Papanicolau nu este suficient pentru a descoperi cancerul endometrial. Nu este necesar screening-ul periodic pentru acei pacienți care prezintă un risc normal de dezvoltare a bolii.

## Tratament și prognoză
Principala opțiune de tratament pentru cancerul endometrial este histerectomia abdominală (extirparea totală prin chirurgie a uterului), împreună cu îndepărtarea trompelor uterine și a ovarelor din ambele părți, numită salpingo-ovarectomie. În cazul unui grad avansat al bolii, pot fi recomandate radioterapia, chimioterapia sau terapia hormonală. Dacă boala este diagnosticată într-un stadiuincipient, rezultatul este favorabil, iar rata de supraviețuire de cinci ani este de peste 80% în Statele Unite ale Americii.

## Epidemiologie
În anul 2012, cancerele endometriale au survenit la 320.000 de femei și au cauzat 76.000 de decese. Acest rezultat îl situează pe locul trei în topul celor mai comune cauze de deces provocate de cancer la femei, după ovarian și cel cervical. Acesta este mult mai comun în lumea dezvoltată  și cel mai comun tip de cancer al tractului reproductiv feminin în țările dezvoltate. Numărul cazurilor de cancer endometrial a crescut în anumite țări între anii 1980 și 2010. Se consideră că acest lucru este cauzat de creșterea numărului persoanelor în vârstă și a obezității.